# Beatrice di Sassonia-Coburgo-Gotha (infanta di Spagna)
Beatrice di Sassonia-Coburgo-Gotha, il cui nome completo era Beatrice Leopoldina Vittoria (Eastwell Park, 20 aprile 1884 – Sanlúcar de Barrameda, 13 luglio 1966), è stata una principessa inglese.
Fu membro della famiglia reale britannica, nipote della regina Vittoria del Regno Unito.  In famiglia era chiamata “Bea”.
Si sposò all'interno della famiglia reale spagnola, divenendo la moglie di Alfonso di Borbone-Orléans, infante di Spagna.

## Infanzia e gioventù

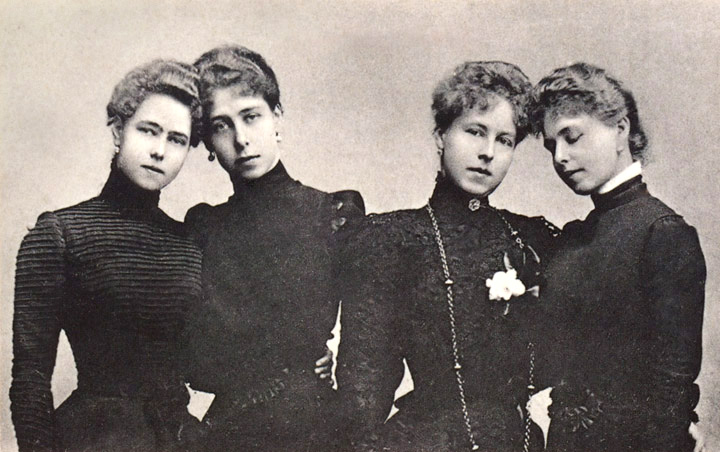
Beatrice e le sorelle: da sinistra a destra Maria, Vittoria Melita, Alessandra e Beatrice

La principessa Beatrice nacque il 20 aprile 1884 ad Eastwell Park, ad Ashford, nel Kent. Suo padre era il principe Alfredo, duca di Edimburgo, secondo figlio maschio della regina Vittoria e del principe consorte Alberto di Sassonia-Coburgo-Gotha. Sua madre, la duchessa Maria di Edimburgo, era nata una granduchessa di Russia, unica figlia femmina dello zar Alessandro II di Russia e di Maria Massimiliana d'Assia-Darmstadt.
In quanto nipote in linea maschile di un monarca britannico, Beatrice, fin dalla nascita, ebbe il titolo di Principessa del Regno Unito di Gran Bretagna ed Irlanda ed il trattamento di Altezza Reale.
Beatrice trascorse la maggior parte degli anni della sua infanzia a Malta, dove suo padre era di stanza, in servizio presso la Royal Navy. Alla morte dello zio del padre, il duca Ernesto II di Sassonia-Coburgo-Gotha, il 22 agosto 1893, il ducato vacante venne affidato al duca Alfredo di Edimburgo, dal momento che suo fratello maggiore, Alberto Edoardo, principe di Galles, rinunciò ai suoi diritti successori.
Alfredo e la moglie, assieme ai cinque figli, si trasferirono a Coburgo per prendervi residenza poco dopo la successione al trono ducale.

## Prospettive di matrimonio
Nel 1902 la principessa Beatrice visse una storia d'amore con il granduca Michail Aleksandrovič Romanov, fratello minore dello zar Nicola II, che all'epoca era l'erede presuntivo al trono imperiale. Iniziò a ricevere lettere da Michail nel settembre 1902 e, benché lui fosse un granduca russo e lei, a tutti gli effetti, una principessa tedesca, si scrivevano in inglese ed egli la soprannominava "Sima". In ogni caso venne impedito a Beatrice di sposarsi con il Granduca in quanto la Chiesa ortodossa russa vietava i matrimoni tra primi cugini: la madre di Beatrice ed il padre di Michail, lo zar Alessandro III, erano infatti fratelli. Benché dei matrimoni di questo genere fossero stati in passato già autorizzati nella Casata Romanov (la granduchessa Ekaterina Pavlovna, la cui mano era stata negata a Napoleone, ricevette due volte il permesso di sposare dei primi cugini; i suoi discendenti divennero il ramo russo del Duchi di Oldenburgo), il devoto e pio Nicola II, capo ufficiale della Chiesa russa, rifiutò di cambiare le regole per il fratello.
Nel novembre 1903, Michail scrisse a Beatrice che non poteva sposarla; la situazione si aggravò con una lettera che Beatrice ricevette dalla sorella maggiore Vittoria Melita, alias Ducky, nella quale essa biasimava il Granduca per aver insensibilmente iniziato la relazione impossibile. Alcuni anni più tardi, Ducky stessa, avendo divorziato dal cugino, il granduca Ernesto Luigi d'Assia, venne informata che risposarsi con un altro primo cugino, il granduca Kirill Vladimirovič Romanov, sarebbe stato comunque proibito dallo Zar; ella rifiutò di accettare l'imposizione e quindi la coppia fuggì in esilio. Beatrice, umiliata, venne mandata in Egitto per riprendersi dalla delusione d'amore, ma continuò a struggersi e scrisse lettere cariche di rimproveri a Michail fino al 1905.

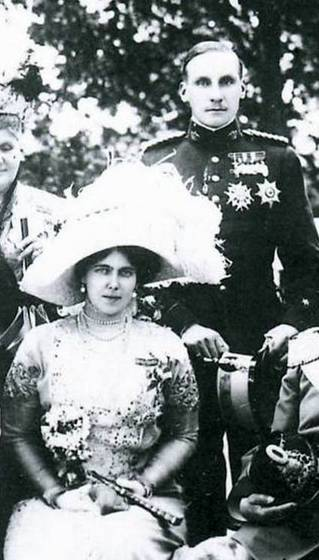
La principessa Beatrice con il marito, l'infante Alfonso d'Orléans in una fotografia del 1906, al matrimonio di Alfonso XIII e Vittoria Eugenia di Battenberg

In seguito venne discusso circa un possibile matrimonio di Beatrice con Alfonso XIII di Spagna, ma questo si rivelò essere un pettegolezzo infondato in quanto, nel 1906, egli sposò la cugina di lei, Vittoria Eugenia di Battenberg. Fu proprio al loro matrimonio che la principessa Beatrice incontrò un cugino di re Alfonso, il principe Alfondo di Orléans e Borbone, infante di Spagna e 5º duca di Galliera. Il governo spagnolo si oppose però ad un'unione dell'infante con una principessa britannica che, a differenza di Vittoria Eugenia, non voleva acconsentire a convertirsi al cattolicesimo. Re Alfonso XIII fu quindi costretto a mettere in chiaro che, nel caso il matrimonio avesse avuto luogo, la coppia avrebbe dovuto vivere in esilio.
Nonostante le avversità, Beatrice ed Alfonso si sposarono con cerimonia cattolica e luterana a Coburgo il 15 luglio 1909; la coppia si stabilì a Coburgo fino al 1912, quando i due vennero autorizzati a fare ritorno in Spagna ed Alfonso venne restaurato nel suo titolo di infante.
La coppia ebbe tre figli maschi:
- Alvaro Antonio Fernando Carlo Filippo Coburgo, 20 aprile 1910 – Monte Carlo, 22 agosto 1997); fu il successore del padre nel titolo di Duca di Galliera e sposò Carla Parodi Delfino da cui ebbe discendenza;
- Alonso Maria Cristiano Giusto (Madrid, 28 maggio 1912 – Madrid, 18 novembre 1936), ucciso durante la guerra civile spagnola;
- Ataulfo Alessandro Isabelo Carlo (Madrid, 20 ottobre 1913 – Malaga, 4 ottobre 1974).[2]

### Scandalo ed esilio
Durante il suo infelice matrimonio, Alfonso XIII di Spagna ebbe numerose relazioni adulterine, alcune delle quali produssero dei figli illegittimi. Rimane a tutt'oggi un pettegolezzo senza alcuna prova che lo confermi la supposizione che egli abbia avuto una liaison con Beatrice; certamente essi erano grandi amici, ma d'altronde, nel contesto della rigida etichetta della corte spagnola, una relazione così intima sarebbe stata molto difficile da nascondere.
La regina madre Maria Cristina (1858-1929) si proclamò oltraggiata dai pettegolezzi e si incontrò con Beatrice a San Sebastián per chiederle di lasciare la Spagna; ella rifiutò e quindi il Re non ebbe scelta e dovette ordinarle di partire in esilio.

## Guerra civile
La famiglia di Beatrice si trasferì quindi in Inghilterra, dove i tre figli della coppia vennero educati al Winchester College. Infine la famiglia reale spagnola ritornò sui suoi passi cosicché permise ad Alfonso e alla consorte di tornare in Spagna dove si stabilirono in una tenuta a Sanlúcar de Barrameda.
Gli anni 1930 furono un periodo infelice per la famiglia, dal momento che il collasso della monarchia spagnola e la conseguente guerra civile condussero alla perdita di gran parte delle loro ricchezze. Con l'istituzione della Seconda repubblica spagnola nel 1931, re Alfonso e la sua famiglia si rifugiarono in Italia; negli anni che seguirono la situazione politica nella penisola iberica peggiorò, dal momento che vari gruppi lottavano tra loro per il potere. Verso la fine degli anni trenta i conflitti sfociarono in una guerra civile; Beatrice ed Alfonso persero quindi la loro tenuta durante la guerra ed il figlio secondogenito venne ucciso dai comunisti in battaglia.

## Ultimi anni
Beatrice morì nella sua tenuta di Sanlúcar de Barrameda il 13 luglio 1966 e suo marito le sopravvisse di altri nove anni. Il loro figlio Ataulfo morì, senza essersi sposato, nel 1974. Gli unici nipoti di Beatrice furono i figli del principe Alvaro. Alla sua morte, Beatrice era l'ultima figlia sopravvissuta del principe Alfredo e della granduchessa Marija Aleksandrovna.

## Titoli nobiliari, onorificenze e stemma

### Titoli
- 20 aprile 1884 – 15 luglio 1909: Sua Altezza Reale Principessa Beatrice di Edimburgo e Sassonia-Coburgo-Gotha
- 15 luglio 1909 – 24 dicembre 1930[3]: Sua Altezza Reale Principessa Alfonso di Orléans e Borbone
- 24 dicembre 1930 – 14 luglio 1937[4]: Sua Altezza Reale La Duchessa di Galliera
- 14 luglio 1937 – 13 luglio 1966: Sua Altezza Reale Principessa Alfonso di Orléans e Borbone

### Stemma
Lo stemma di Beatrice era lo stemma reale del Regno Unito, con uno scudo interno per la Sassonia, il tutto differenziato mediante un nastro d'argento a cinque punte, la centrale con una croce rossa, mentre le altre con ancore azzurre. Nel 1917 lo scudo centrale venne eliminato con decreto reale di re Giorgio V.

## Antenati
|                                      |                    |                                       | Genitori                                        |  |  | Nonni |  |  | Bisnonni                            |  |  | Trisnonni                                       |  |
|                                      |                    |                                       |                                                 |  |  |       |  |  | Ernesto I di Sassonia-Coburgo-Gotha |  |  | Francesco Federico di Sassonia-Coburgo-Saalfeld |  |
|                                      |                    |                                       |                                                 |  |  |       |  |  | Ernesto I di Sassonia-Coburgo-Gotha |  |  | Francesco Federico di Sassonia-Coburgo-Saalfeld |  |
|                                      |                    | Augusta di Reuss-Ebersdorf            |                                                 |  |  |       |  |  | Ernesto I di Sassonia-Coburgo-Gotha |  |  |                                                 |  |
| Alberto di Sassonia-Coburgo-Gotha    |                    |                                       |                                                 |  |  |       |  |  | Ernesto I di Sassonia-Coburgo-Gotha |  |  |                                                 |  |
|                                      |                    | Luisa di Sassonia-Gotha-Altenburg     | Augusto di Sassonia-Gotha-Altenburg             |  |  |       |  |  |                                     |  |  |                                                 |  |
|                                      |                    | Luisa di Sassonia-Gotha-Altenburg     | Augusto di Sassonia-Gotha-Altenburg             |  |  |       |  |  |                                     |  |  |                                                 |  |
|                                      |                    | Luisa di Sassonia-Gotha-Altenburg     | Luisa Carlotta di Meclemburgo-Schwerin          |  |  |       |  |  |                                     |  |  |                                                 |  |
| Alfredo di Sassonia-Coburgo-Gotha    |                    | Luisa di Sassonia-Gotha-Altenburg     |                                                 |  |  |       |  |  |                                     |  |  |                                                 |  |
|                                      |                    | Edoardo Augusto di Hannover           | Giorgio III del Regno Unito                     |  |  |       |  |  |                                     |  |  |                                                 |  |
|                                      |                    | Edoardo Augusto di Hannover           | Giorgio III del Regno Unito                     |  |  |       |  |  |                                     |  |  |                                                 |  |
|                                      |                    | Edoardo Augusto di Hannover           | Carlotta di Meclemburgo-Strelitz                |  |  |       |  |  |                                     |  |  |                                                 |  |
| Vittoria del Regno Unito             |                    | Edoardo Augusto di Hannover           |                                                 |  |  |       |  |  |                                     |  |  |                                                 |  |
|                                      |                    | Vittoria di Sassonia-Coburgo-Saalfeld | Francesco Federico di Sassonia-Coburgo-Saalfeld |  |  |       |  |  |                                     |  |  |                                                 |  |
|                                      |                    | Vittoria di Sassonia-Coburgo-Saalfeld | Francesco Federico di Sassonia-Coburgo-Saalfeld |  |  |       |  |  |                                     |  |  |                                                 |  |
|                                      |                    | Vittoria di Sassonia-Coburgo-Saalfeld | Augusta di Reuss-Ebersdorf                      |  |  |       |  |  |                                     |  |  |                                                 |  |
| Beatrice di Sassonia-Coburgo-Gotha   |                    | Vittoria di Sassonia-Coburgo-Saalfeld |                                                 |  |  |       |  |  |                                     |  |  |                                                 |  |
|                                      | Nicola I di Russia | Paolo I di Russia                     |                                                 |  |  |       |  |  |                                     |  |  |                                                 |  |
|                                      | Nicola I di Russia | Paolo I di Russia                     |                                                 |  |  |       |  |  |                                     |  |  |                                                 |  |
|                                      | Nicola I di Russia | Sofia Dorotea di Württemberg          |                                                 |  |  |       |  |  |                                     |  |  |                                                 |  |
| Alessandro II di Russia              | Nicola I di Russia |                                       |                                                 |  |  |       |  |  |                                     |  |  |                                                 |  |
|                                      |                    | Carlotta di Prussia                   | Federico Guglielmo III di Prussia               |  |  |       |  |  |                                     |  |  |                                                 |  |
|                                      |                    | Carlotta di Prussia                   | Federico Guglielmo III di Prussia               |  |  |       |  |  |                                     |  |  |                                                 |  |
|                                      |                    | Carlotta di Prussia                   | Luisa di Meclemburgo-Strelitz                   |  |  |       |  |  |                                     |  |  |                                                 |  |
| Marija Aleksandrovna Romanova        |                    | Carlotta di Prussia                   |                                                 |  |  |       |  |  |                                     |  |  |                                                 |  |
|                                      |                    | Luigi II d'Assia                      | Luigi I d'Assia                                 |  |  |       |  |  |                                     |  |  |                                                 |  |
|                                      |                    | Luigi II d'Assia                      | Luigi I d'Assia                                 |  |  |       |  |  |                                     |  |  |                                                 |  |
|                                      |                    | Luigi II d'Assia                      | Luisa d'Assia-Darmstadt                         |  |  |       |  |  |                                     |  |  |                                                 |  |
| Maria Massimiliana d'Assia-Darmstadt |                    | Luigi II d'Assia                      |                                                 |  |  |       |  |  |                                     |  |  |                                                 |  |
|                                      |                    | Guglielmina di Baden                  | Carlo Luigi di Baden                            |  |  |       |  |  |                                     |  |  |                                                 |  |
|                                      |                    | Guglielmina di Baden                  | Carlo Luigi di Baden                            |  |  |       |  |  |                                     |  |  |                                                 |  |
|                                      |                    | Guglielmina di Baden                  | Amalia d'Assia-Darmstadt                        |  |  |       |  |  |                                     |  |  |                                                 |  |
|                                      |                    | Guglielmina di Baden                  |                                                 |  |  |       |  |  |                                     |  |  |                                                 |  |